# Chiesetta della Banderuola
La chiesetta della Banderuola è un edificio religioso nel comune di Porto Recanati.

## Storia
Secondo la tradizione qui gli angeli nel 1295 sostarono con la Santa Casa dopo averla trasferita da Ancona in zona Posatora. Tuttavia questa sistemazione era troppo vicina al mare e di conseguenza esposta ai pericoli delle incursioni turche. Così otto mesi più tardi gli angeli trasferirono nuovamente la struttura. In seguito nel luogo dove sostò la reliquia venne edificata l'attuale chiesetta.